# Stylidioideae
Stylidioideae Kittel, 1840 è una sottofamiglia di piante angiosperme eudicotiledoni della famiglia Stylidiaceae appartenenti all'ordine delle Asterales.

## Etimologia
Il nome della sottofamiglia deriva dal suo genere più importante (Stylidium) la cui etimologia deriva dal greco  στύλος (stylos, colonna) in riferimento alla particolare struttura riproduttiva dei fiori (gimnostemio: gli stami unito allo stilo).

## Descrizione

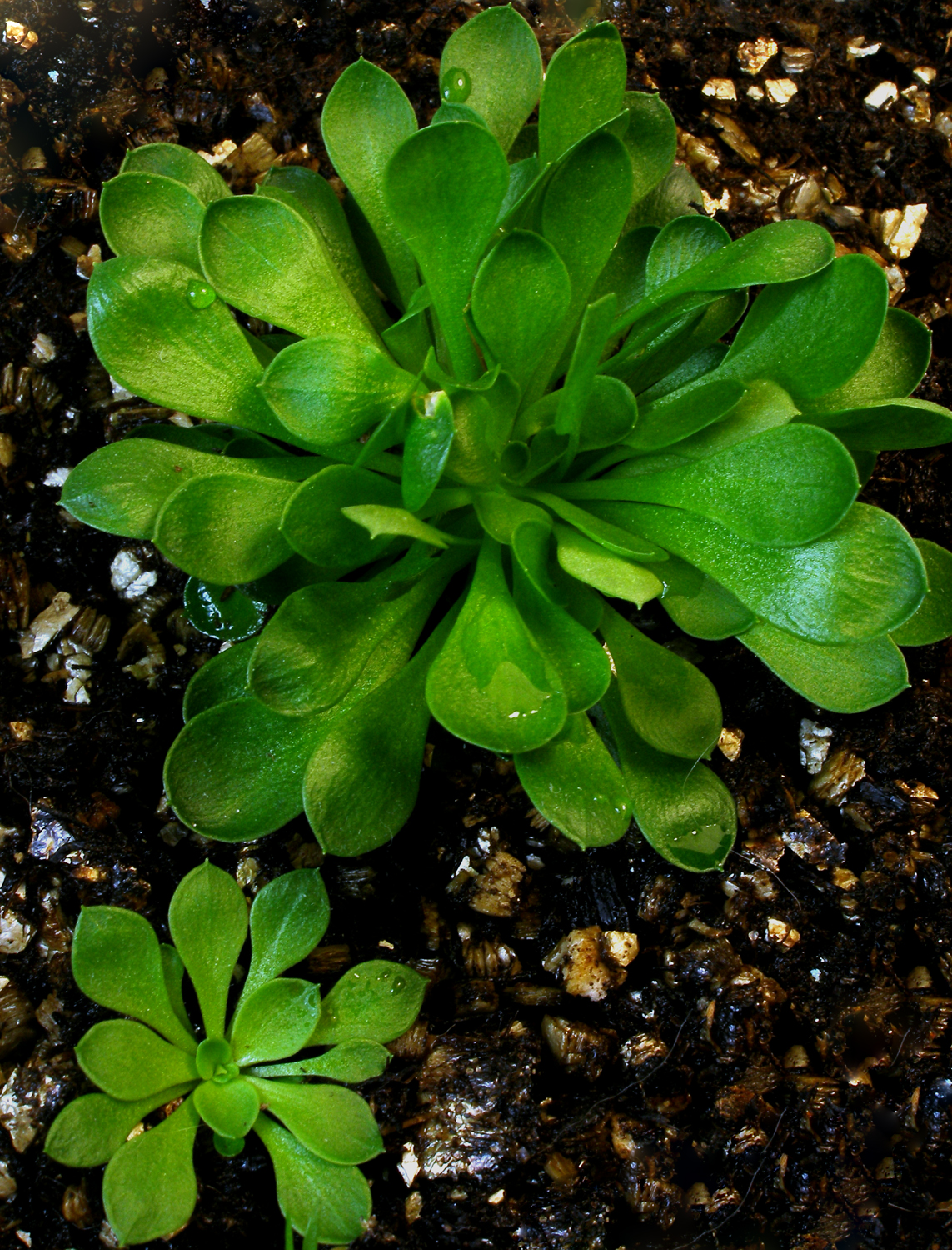
Rosetta basale
Stylidium debile

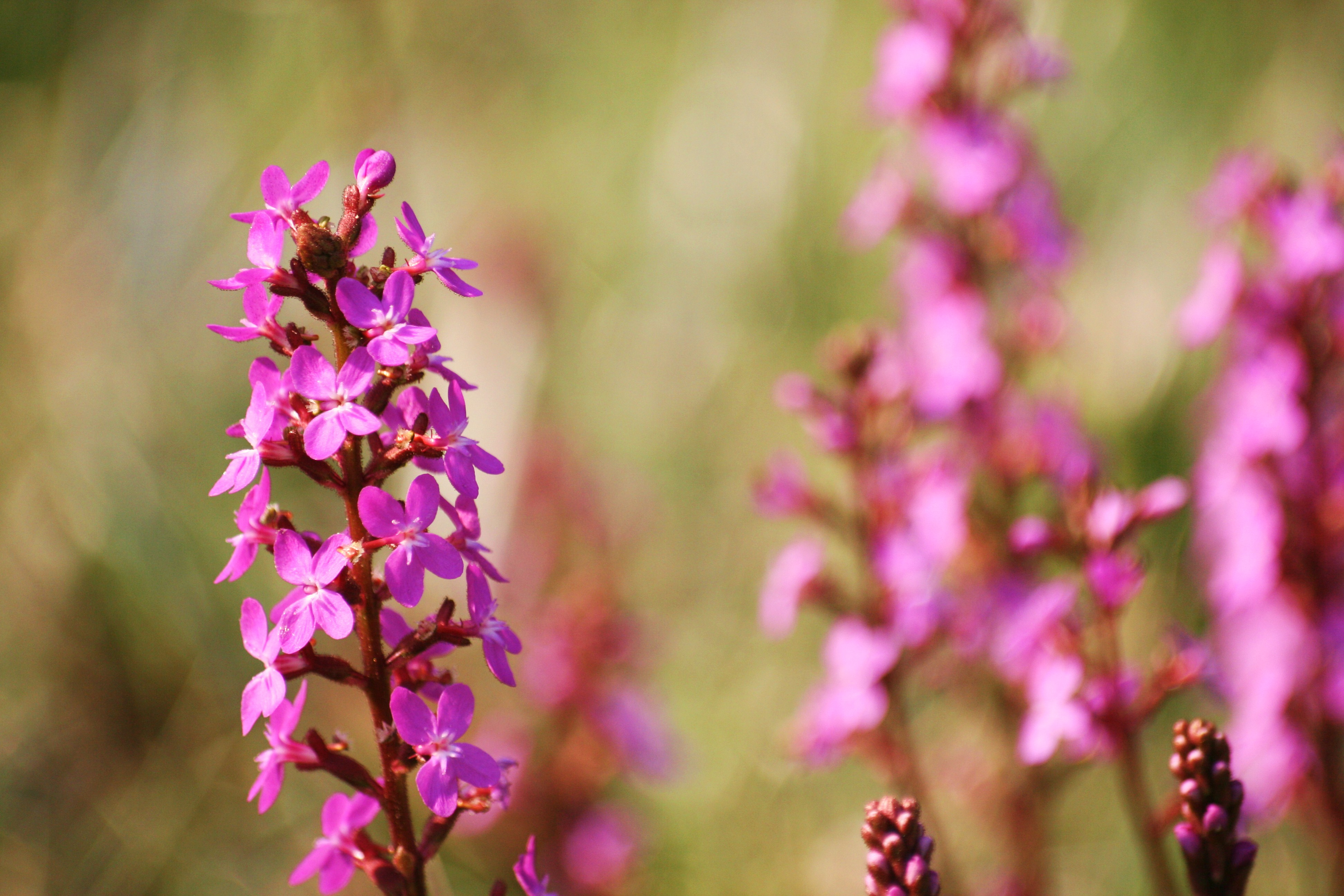
Infiorescenza
Stylidium graminifolium

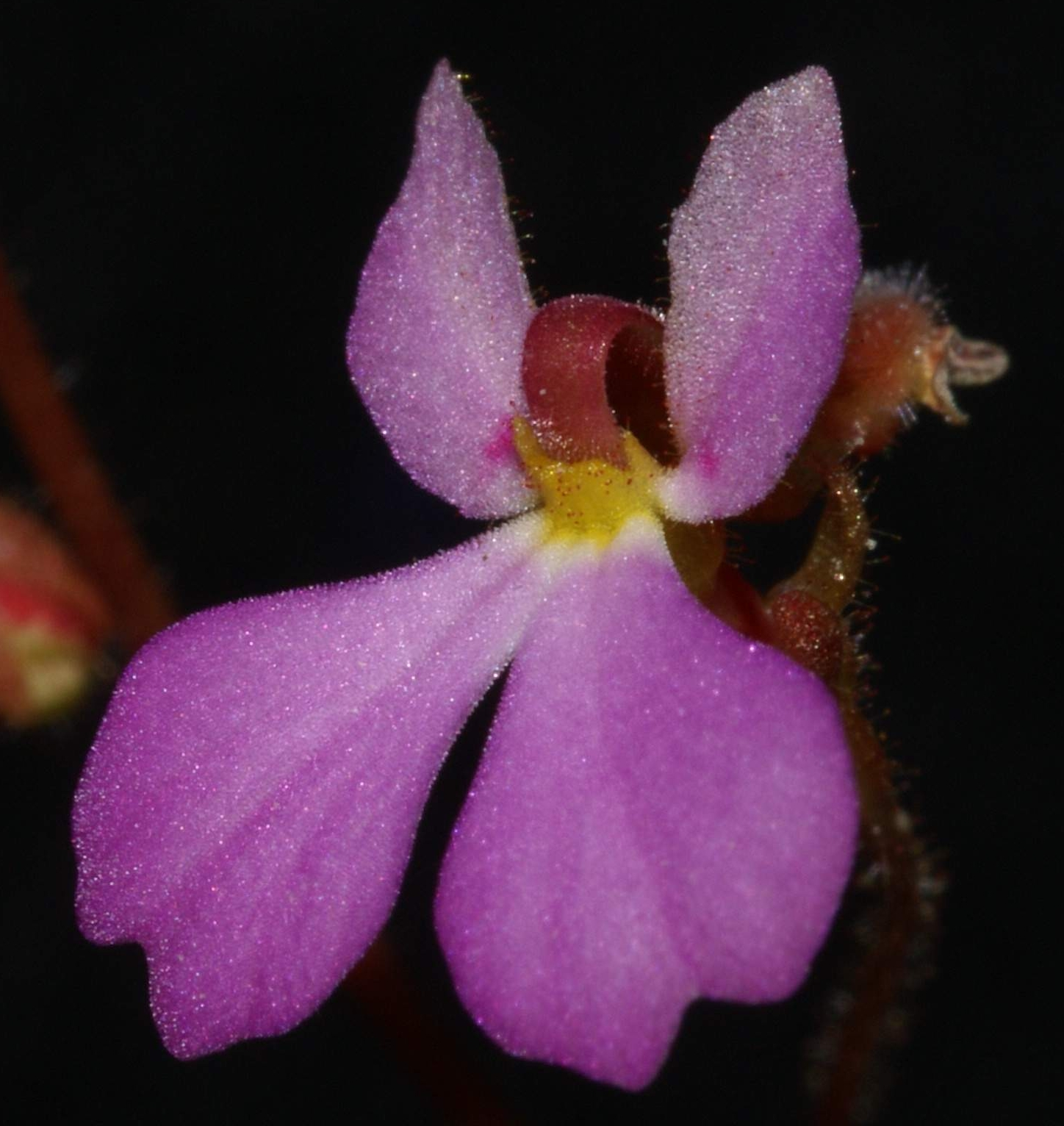
Il fiore
Stylidium turbinatum

Le specie di questo gruppo sono piante erbacee o (meno spesso) arbustive a portamento eretto o rampicante e prive di lattice. Le radici sono di tipo rizomatoso o tuberoso; sono presenti anche radici aeree. Talvolta la funzione fotosintetica è trasferita agli steli.
- Foglie: le foglie in maggioranza sono raccolte in rosette basali o anche in rosette sovrapposte; in questo ultimo caso le rosette sono distanziate da internodi più o meno lunghi, semplici e lineari. Lungo il caule le foglie sono disposte in verticilli oppure sono alternate. La lamina è semplice senza stipole. Le venature sono parallele senza incroci. Non sono presenti idioblasti sclerenchimatici.
- Infiorescenza: le infiorescenze sono formate da fiori raggruppati in vario modo: a grappolo, a corimbo, a recemo oppure i fiori sono cimosi.
- Fiori: i fiori hanno una simmetria zigomorfa (oppure actinomorfa), sono ermafroditi oppure unisessuati (in questo caso le piante sono dicline) e, a parte le piante di tipo dicline, i fiori sono tetraciclici (con i quattro verticilli fondamentali delle Angiosperme: calice – corolla – androceo – gineceo); sono inoltre pentameri (ogni verticillo ha cinque elementi). I fiori con dimensione da piccole a medie sono provvisti di brattee; possono inoltre essere resupinati.

- Formula fiorale: X K (2-5-7), C (4+1), [A 2-3, G (2)] (infero), capsula
- Calice: il calce di norma è pentapartito, ma può presentarsi con due oppure con sette sepali tutti saldati insieme (connati) per formare una coppa bilabiata.
- Corolla: la corolla in genere è pentapartita (raramente arriva a 10 petali); i petali sono normalmente connati a formare un tubo con lobi irregolari; in particolare quello anteriore (posizione adassiale) si differenzia notevolmente dagli altri (è più piccolo) e prende il nome di labello. Il colore della corolla può essere bianco, rosa o porpora.
- Gimnostemio: in queste piante l'androceo e il gineceo sono uniti insieme e formano una struttura colonnare chiamata gimnostemio.

- Androceo: gli stami di solito sono due, o tre (in tutti i casi meno del numero dei lobi della corolla) e concrescono uniti allo stilo (gimnostemio). Le antere sono a due logge e sono in posizione estrorsa rispetto ai filamenti con deiscenza longitudinale; sono inoltre tetrasporangiate. Gli stami sono sempre fertili. Il polline è granuloso con 3 - 8 aperture, ed è colpato.
- Ginenceo: l'ovario e infero, biloculare (a due carpelli sincarpici) con placentazione assile; a volte il carpello posteriore abortisce e l'ovario diventa uniloculare con placentazione parietale. L'ovario in qualche caso può essere anche triloculare. Gli ovuli sono numerosi (15 - 50) e anatropi. Lo stilo possiede due (o tre) stigmi che nella formazione del gimnostemio sovrastano le antere.

- Frutti: il frutto è tipo capsula (carnosa oppure no) a volte indeiscente e a volte deiscente per setti. I semi (da 4 a 100) sono piccoli con endosperma. I cotiledoni sono 2.

## Riproduzione
La riproduzione è tramite impollinazione entomofila  (le piante sono ermafrodite). Il meccanismo per l'impollinazione entomofila in questa famiglia è molto specializzato: in Stylidium il gimnostemio se attivato in modo tattile da un insetto si sposta repentinamente di lato in modo da depositare il polline sull'insetto pronubo, oppure in Levenhookia essendo il gimnostemio immobile, è compito del cappuccio del labello, con le sue vibrazioni, provocare lo spargimento del polline. La dispersione dei semi può avvenire per opera di piccoli insetti come le formiche (disseminazione o dispersione mirmecoria).

## Distribuzione e habitat
L'areale delle specie di questo gruppo si estende dall'Australia, Nuova Zelanda e Filippine fino all'isola di Ceylon. Gli habitat sono quelli tipici sia temperati che tropicali.

## Tassonomia
La famiglia di questa sottofamiglia è descritta all'interno dell'ordine delle Asterales (lo stesso ordine delle Compositae, la famiglia più numerosa di specie botaniche) che comprende una dozzina di famiglie e circa 25.000 specie, le cui piante sono caratterizzate dal contenere sostanze di riserva come l'oligosaccaride inulina e dall'impollinazione con meccanismo "a pistone".)

### Filogenesi
Per questa sottofamiglia i caratteri distintivi di interesse filogenetico sono:
- la conformazione "anterostilare" (gimnostemio);
- il basso numero di stami;
- la posizione estrorsa e riflessa delle antere;
- la monocarpellarità dell'ovario per aborto del secondo carpello.

In particolare nel fusto è presente una "anomalia" che avvicina queste dicotiledoni alle monocotiledoni: lo sviluppo "secondario" del fusto avviene tramite la formazione di fasci cribro-vascolari all'esterno di quello primario (come ad esempio nelle specie monocotiledoni del genere Dracaena - Famiglia Asparagaceae - Ordine Asparagales). Anche i due stami concresciuti con lo stilo rappresentano una anomalia rispetto alla linea filogenetica derivata dalle Campanulaceae diffuse in Australia e Nuova Zelanda.
All'interno della famiglia sono descritte due sottofamiglie. La sottofamiglia Stylidioideae si stima che si sia separata circa 39 milioni di anni fa. Da un punto di vista filogenetico Donatia è “gruppo fratello” del resto della famiglia al cui interno Forstera e Levenhookia potrebbero essere raggruppati e “gruppo fratello” degli altri tre generi; ma quest'ultima relazione ha un supporto debole. Altri studi propogono due altri raggruppamenti: (1) Forstera/Phyllachne e (2) Oreostylidium/Stylidium/Levenhookia.
L'altra sottofamiglie è: Donatioideae B. Chandler
Il numero cromosomico delle specie di questo gruppo ha i seguenti valori: 2n = 10, 24, 30, 32, 36, 52, 56, 60.

### Generi della sottofamiglia
La sottofamiglia si compone di 5 generi e 307 specie:

| Genere                                 | Numero specie                               | Distribuzione                         |
| -------------------------------------- | ------------------------------------------- | ------------------------------------- |
| Forstera L. ex G.Forst., 1780          | 7 spp.                                      | Tasmania e Nuova Zelanda              |
| Levenhookia R. Br., 1810               | 10 spp.                                     | Australia                             |
| Oreostylidium Berggren, 1877           | Una specie Oreostylidium subulatum Berggren | Nuova Zelanda                         |
| Phyllachne J.R.Forst. & G.Forst., 1776 | 4 spp.                                      | Tasmania, Nuova Zelanda e Sud America |
| Stylidium Swartz ex Willd., 1805       | 285 spp.                                    | Australia e Asia                      |

## Alcune specie

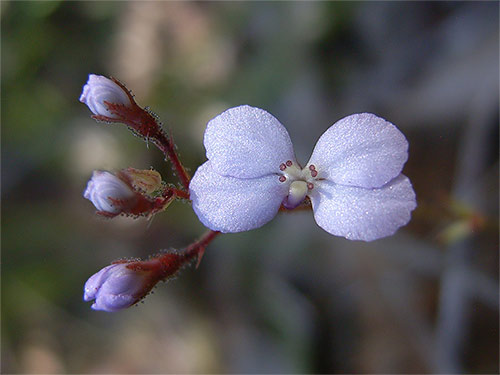
Stylidium amoenum
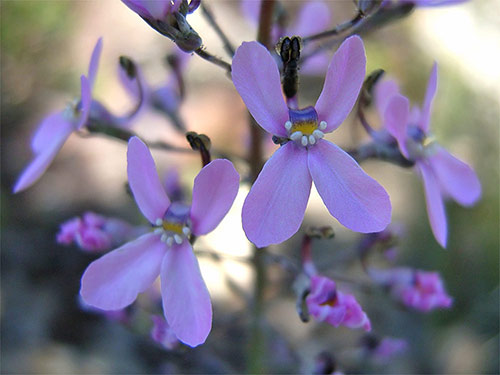
Stylidium brunonianum
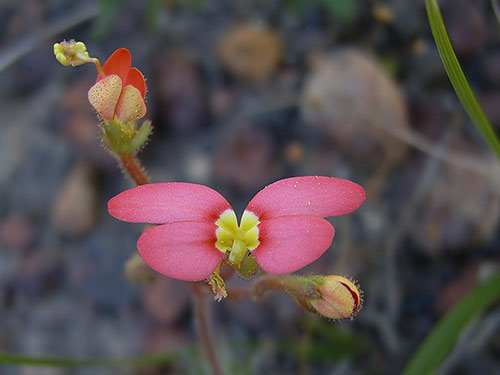
Stylidium bulbiferum
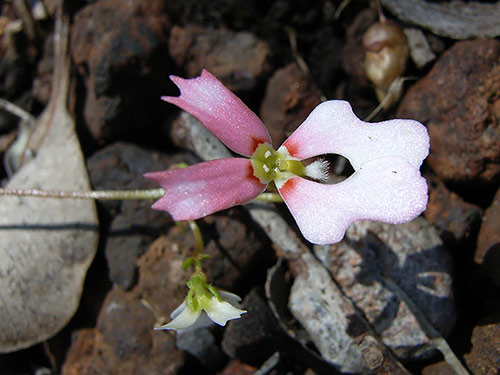
Stylidium calcaratum
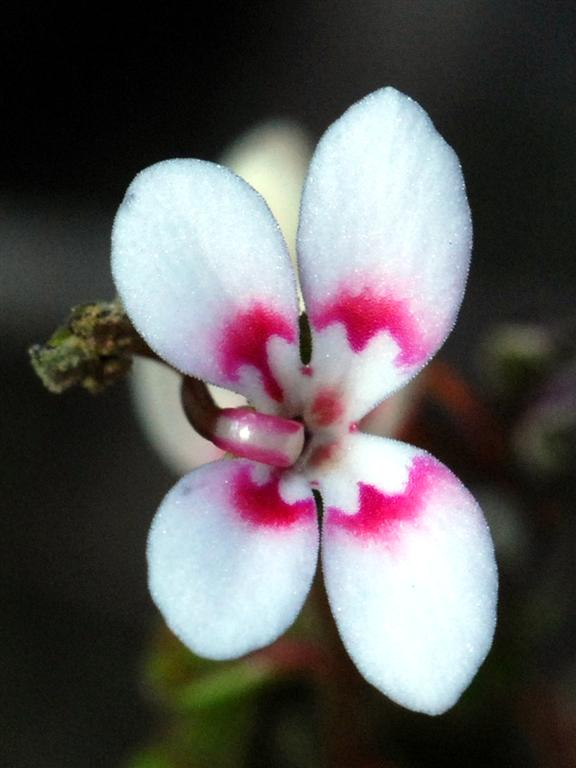
Stylidium dichotomum
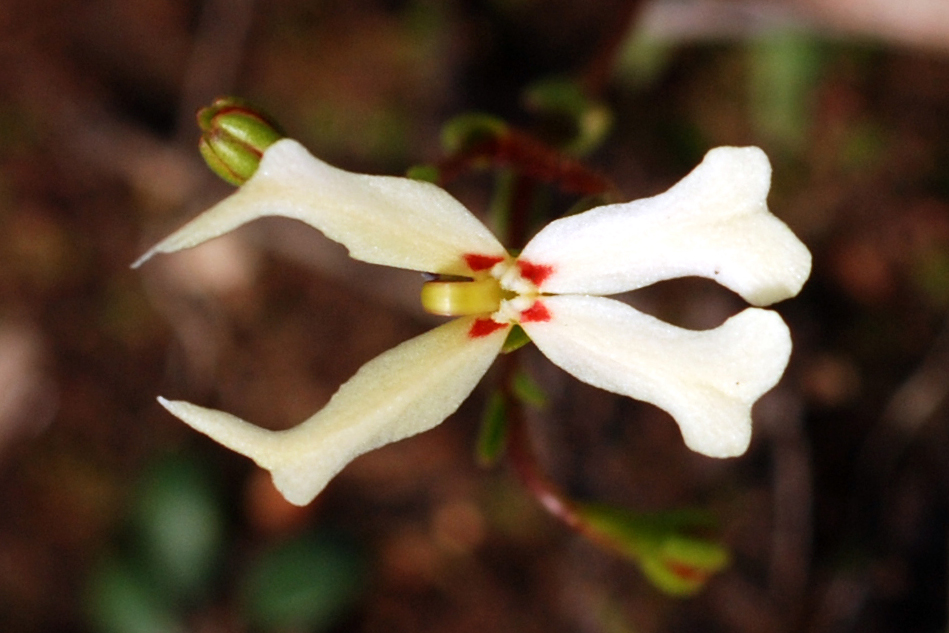
Stylidium emarginatum
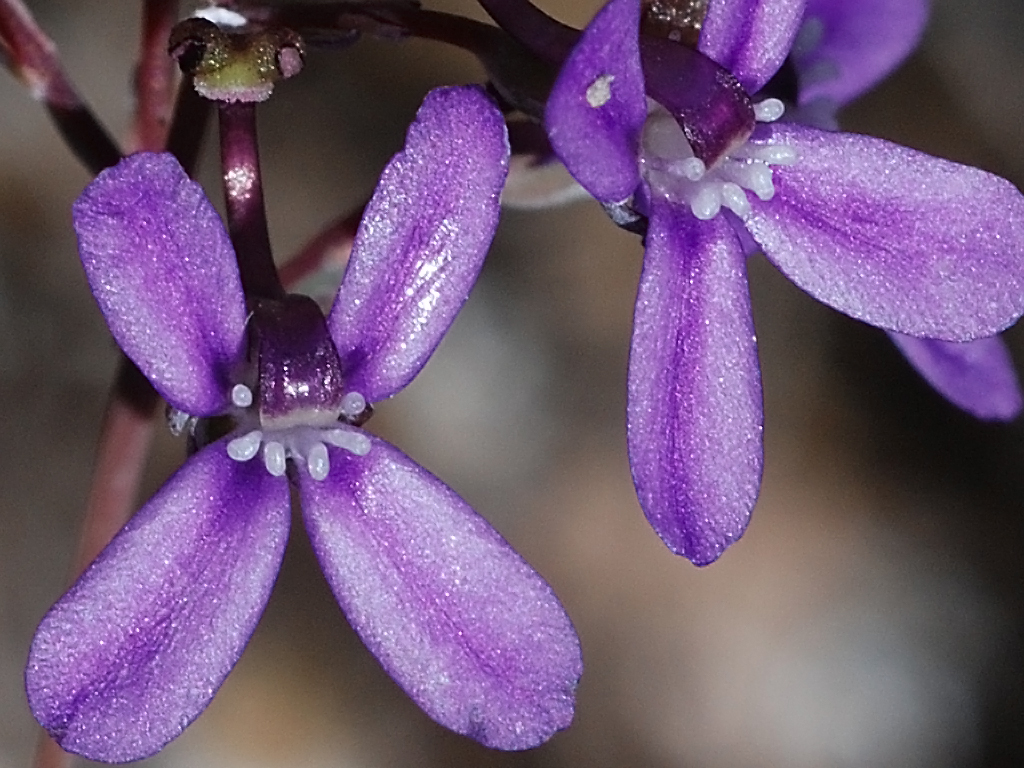
Stylidium purpureum
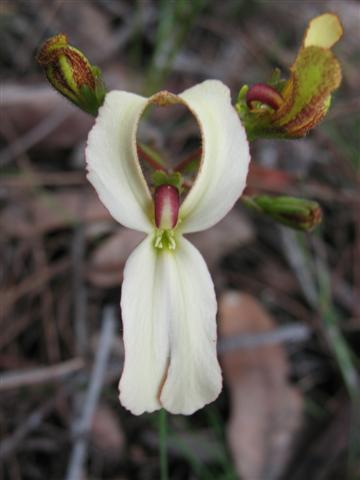
Stylidium schoenoides
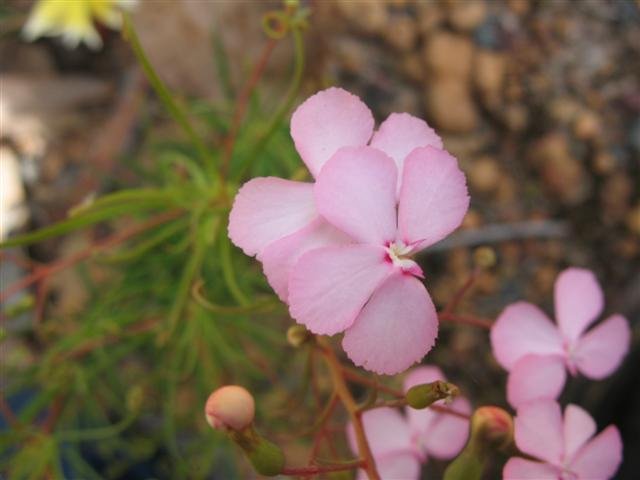
Stylidium scandens